# Kraken-Klasse
Die Kraken-Klasse ist ein Lotsenboottyp der französischen Werft Chantiers Navals Bernard in Locmiquélic. Für die Lotsenbrüderschaft Elbe und die Lotsenbrüderschaft Weser II/Jade sind acht Boote dieser Klasse im Einsatz. 

## Beschreibung
Die Klasse wurde als kleine Versetzboote für die Lotsenstationsschiffe Elbe, Weser und Hanse beschafft. Gebaut wurden sie in den Jahren 2009 bis 2012. Sie tragen die Namen Elbe 1 bis Elbe 5, Geeste, Hunte und Lune. Man sieht aber gelegentlich auch einzelne dieser Boote von Bremerhaven oder Cuxhaven auf Weser und Elbe im Einsatz. 
Die unsinkbaren und selbstaufrichtenden Boote sind aus glasfaserverstärktem Kunststoff gebaut. Sie haben einen besonderen Rumpf, der auch bei Seegang gute Fahreigenschaften garantiert. Markant sind der „Schnabel“ am Bug, der für mehr Kursstabilität und Auftrieb sorgt, sowie eine fast umlaufende Fenderröhre. Neben zwei Besatzungsmitgliedern können bis zu fünf Lotsen aufgenommen werden.
Seit der Auslieferung gab es Umbauten an den Booten, die den Zugang zum Passagierraum der Lotsen betrafen. Die Unterschiede sind an den verschiedenen Fensterformen zu erkennen.

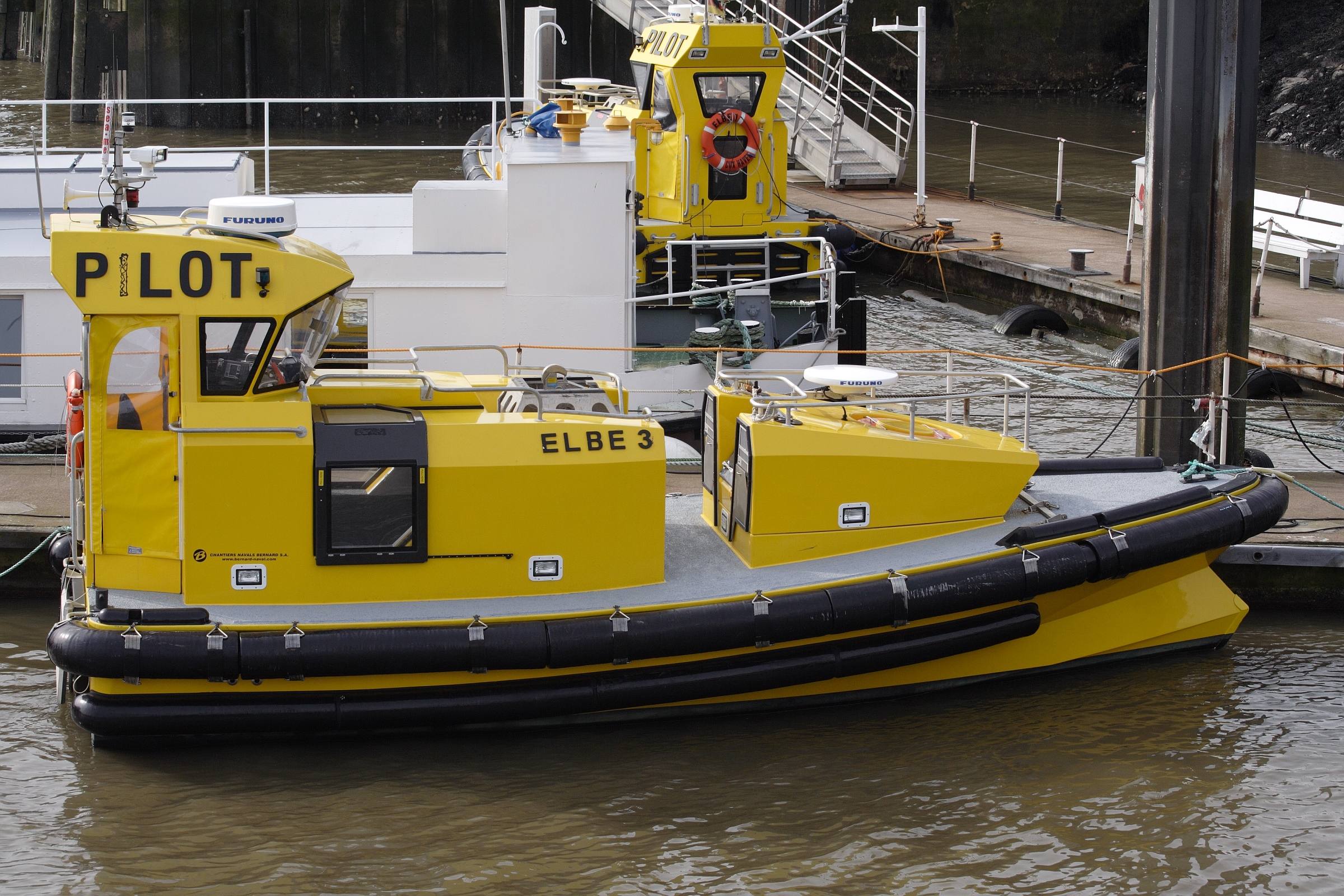
Lotsenboot Elbe 3 im Jahr 2011
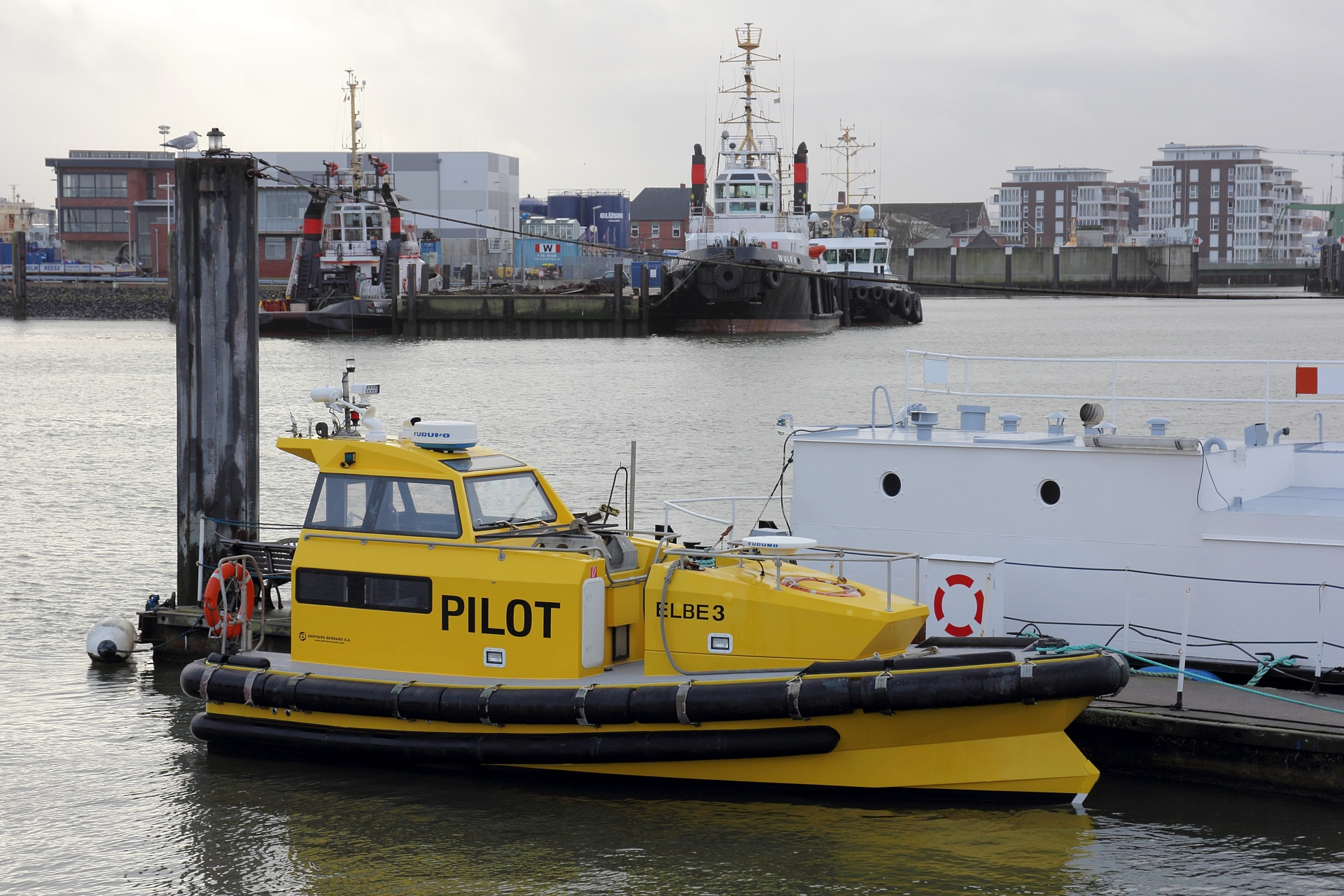
Lotsenboot Elbe 3 im Jahr 2019